# João Henrique
João Henrique Da Silva, meglio conosciuto come João Henrique (Juazeiro do Norte, 1º gennaio 1946 – Arujá, 11 marzo 1982), è stato un pugile brasiliano, più volte sfidante al titolo mondiale dei Pesi superleggeri. Fu avversario di Bruno Arcari.

## Biografia

### Carriera da dilettante
Guardia destra, rappresentò il Brasile alle Olimpiadi di Tokyo (1964), nella categoria dei pesi superleggeri. Vinse al primo turno con il cinese di Taipei Ping-Cheng Yang per KO al 3º round. Superò l'iraniano Nadimi Ghasredasht al secondo, con verdetto contrastato (3:2) ma si dovette arrendere, nei quarti di finale, al ghanese Eddie Blay, con verdetto unanime.

### Carriera da professionista
Passò professionista a meno di 19 anni. La sua carriera si è svolta quasi completamente in Brasile, dove è rimasto imbattuto. Ha disputato all'estero soltanto quattro incontri, tutti con in palio il titolo mondiale, scendendo dal ring ogni volta sconfitto.
Tra gli avversari di valore da lui affrontati in patria, vi fu l'ex campione del mondo ed avversario di Duilio Loi, Eddie Perkins. Con Perkins, Henrique pareggiò il primo incontro, il 19 dicembre 1967, a San Paolo e fu l'unico match, in Brasile, che non lo vide vittorioso. Affrontò nuovamente Perkins, ormai a fine carriera, sempre a San Paolo, l'11 luglio 1969, in un match di semifinale per il titolo mondiale. Vinse nettamente ai punti.
Uscì per la prima volta dal Brasile l'11 ottobre 1969 per contendere all'argentino Nicolino Locche il titolo mondiale lineare e WBA dei superleggeri, al Luna Park di Buenos Aires. Subì la prima sconfitta ai punti, con verdetto unanime.
Il 6 marzo 1971, a Roma, incontrò per la prima volta il campione del Mondo WBC Bruno Arcari. L'incontro fu altamente spettacolare. Arcari aveva acquisito un buon vantaggio sino alla dodicesima ripresa, quando il brasiliano aprì una profonda ferita sull'arco sopracciliare dell'avversario. Nei due round successivi, Henrique riuscì nettamente a prevalere. Al suono dell'ultimo gong, il Campione del mondo era intenzionate a non alzarsi dallo sgabello. Fu il manager Rocco Agostino a convincerlo. Arcari, allora, si scagliò come una furia contro lo sfidante facendogli rischiare il KO. Il verdetto ai punti, in favore dell'italiano fu unanime.
La rivincita contro lo stesso Arcari, combattuta nuovamente in Italia, il 10 giugno 1972, vide Henrique nuovamente sconfitto. Il Campione del Mondo lasciò condurre il brasiliano per le prime sei riprese, limitandosi a boxare di rimessa. Dopo un terribile montante al tronco dello sfidante, Arcari cambiò marcia. Alla nona ripresa colpì decisamente Henrique con un gancio sinistro. A 2:15 del 12º round mandò al tappeto l'avversario con una terribile combinazione di destro doppiato da un gancio sinistro. Henrique rimase imbambolato seduto a terra appoggiandosi alle corde per tutto il conto di dieci. Fu la sua prima sconfitta prima del limite.
Dopo tale disfatta, Henrique, diradò la sua attività, combattendo solo quattro incontri in poco più di due anni e mezzo. Usciti di scena sia Locche che Arcari volle ritentare la scalata al titolo mondiale ma fu irrimediabilmente sconfitto per KO alla nona ripresa da Perico Fernández, il 19 aprile 1975 a Barcellona.
Combatté ancora alcuni incontri minori in Brasile, vincendoli tutti, poi si ritirò dalla boxe.